# Alphonse Pyrame de Candolle
Alphonse Louis Pierre Pyrame de Candolle (Paris, 27 de Outubro de 1806 – Genebra 4 de Abril de 1893), foi um botânico franco-suíço, filho de  Augustin Pyrame de Candolle, de quem foi o continuador da obra científica, coordenando a publicação dos últimos volumes do monumental Prodromus systematis naturalis regni vegetabilis.

## Biografia
Alphonse Pierre de Candolle nasceu em Paris, a 28 de Outubro de 1806, durante o período em que seu pai, o afamado botânico e médico suíço Augustin Pyrame de Candolle, residia naquela cidade.
Pretendendo seguir uma carreira forense, dedicou-se inicialmente a estudos jurídicos formando-se em Direito pela Universidade de Genebra, mas foi-se gradualmente envolvendo nos estudos de Botânica do seu pai, acabando por ser o seu sucessor como professor daquela disciplina científica na Universidade de Genebra e como director do Jardim Botânico de Genebra. Embora sem o génio do seu pai, foi um dos botânicos mais marcantes do século XIX.
Foi também o continuador de seu pai na edição do Prodromus systematis naturalis regni vegetabilis, trabalho no qual contou com a colaboração de seu filho Casimir Pyrame de Candolle, fazendo daquela ambiciosa obra um trabalho que ocupou três gerações da família Candolle.
Estudou a origem das plantas cultivadas e a importância dos factores ambientais no desenvolvimento dos organismos vivos, sendo assim pioneiro dos estudos ecológicos e da fitogeografia. O seu tratado Géographie Botanique Raisonnée, publicado em 1855, contém uma análise pioneira das causas que determinam a distribuição geográfica das espécies vegetais, em especial da influência do regime sazonal de temperatura média do ar. Apesar de manter uma visão criacionista pré-darwiniana, a obra mantém actualidade.
Na sequência do trabalho paterno no campo da sistemática, colaborou na fixação das normas internacionais de nomenclatura botânica, tendo visto a sua proposta de regulamentação da nomenclatura botânica aprovada pelo Congresso Internacional de Botânica que reuniu em Paris no ano de 1867.
Em 1850, com 45 anos de idade, abandona o ensino para se dedicar exclusivamente à investigação científica. Concentrou-se inicialmente na conclusão do Prodromus systematis naturalis regni vegetabilis, tendo depois iniciado outro ambicioso projecto, a descrição de todas as fanerogâmicas conhecidas, que levou à publicação da sua obra Monographiae phanerogamarum, esta em colaboração com o filho.
Alphonse de Candolle fez parte da primeira geração de sistematas que aceitaram a visão evolucionária postulada por Charles Darwin, traduzindo para francês a obra Contributions to the Theory of Natural Selection, de Alfred Russel Wallace.
As suas obras Histoire des Sciences et des Savants Depuis Deux Siècles e Origine des Plantes Cultivées já levam em conta os conceitos relacionados com a evolução, sendo este último pioneiro na conjugação da visão evolucionista com a geografia e história da domesticação das plantas cultivadas.
Para além do seu trabalho como botânico interessou-se pela dimensão social das ciências exactas. Na sua obra Histoire des sciences et des savants depuis deux siècles Alphonse de Candolle analisa as condições sociais que levam ao progresso das ciências e ao fomento do aparecimento de cientistas, procurando entender a influência de factores como o enquadramento sócio-político e a religião.
Pelo seu trabalho na edição do Prodromus systematis naturalis regni vegetabilis foi galardoado com a Medalha linneana da Linnean Society of London no ano de 1889.
Alphonse Candolle, tal como o seu pai, foi um cidadão participativo na vida social e política da sua cidade, envolvendo-se na sua governação e em várias formas de serviço público. Deve-se a proposta de introdução dos selos postais na cidade de Genebra e depois na Confederação Helvética.
Os seus trabalhos de botânica foram continuados pelo seu filho Casimir Pyrame de Candolle, mantendo uma dinastia de botânicos que se prolongaria por boa parte do século XIX e do século XX.

## Biocronologia
- 1806 — nasce em Paris
- 1816 — a família fixa-se em Genebra
- 1824-1873 — continua o trabalho do pai na produção do Prodromus systematis naturalis regni vegetabilis, sendo depois auxiliado pelo filho, Casimir de Candolle
- 1825 — gradua-se pela Universidade de Genebra
- 1829 — termina o curso de Direito
- 1830–1866 — participa activamente na governação local de Genebra
- 1831 — professor convidado na Académie de Genève
- 1835-1850 — director do Jardim Botânico de Genebra e professor de Botânica na Universidade de Genebra
- 1850 — abandona o ensino para se concentrar na investigação cientítfica
- 1851 — eleito membro da Académie des Sciences de França
- 1855 — publica Géographie Botanique Raisonnée
- 1867 — a sua proposta de regulamento de nomenclatura botânica (Lois de la Nomenclature Botanique) é aprovado pelo Congresso Internacional de Botânica, realizado em Paris
- 1869 — eleito membro correspondente da Royal Society of London
- 1873 — publica Histoire des Sciences et des Savants Depuis Deux Siècles
- 1878-1896 — publica Monographiae phanerogamarum (9 volumes) de parceria com o seu filho Casimir de Candolle
- 1883 — publica Origine des Plantes Cultivées
- 1883 — eleito sócio da National Academy of Sciences dos Estados Unidos da América
- 1893 — morre em Genebra.

## Obras publicadas
Alphonse de Candolle é autor, entre outras, das seguintes obras:
- Géographie botanique raisonné (1856)
- Histoire des sciences et des savants depuis deux siècles (1873)
- La phytographie ou l’art de décrire les végétaux considérés sous différents points de vue (1880)
- Origine des plantes cultivées (1882)